# GWR 1901 Class
GWR 1901 Class — тип небольших танк-паровозов с осевой формулой 0-3-0, разработанных и построенных Джорджем Армстронгом на Вулвергемптонском паровозостроительном заводе Большой западной железной дороги в 1881—1895 годах. Всего было построено 120 паровозов.

## Постройка паровозов
Паровозы этого типа после замены котлов в 1890-х обычно ассоциировались с очень похожими на них GWR 850 Class. Все паровозы были со временем переделан на вьючные танки.
| Номера    | Партия | Год       |
| --------- | ------ | --------- |
| 1901—1912 | J2     | 1881—1882 |
| 1913—1924 | L2     | 1882      |
| 1925—1936 | O2     | 1883—1884 |
| 1937—1948 | Q2     | 1886—1887 |
| 1949—1960 | R2     | 1888      |
| 1961—1972 | T2     | 1889—1890 |
| 1973—1984 | V2     | 1890—1891 |
| 1985—1996 | X2     | 1891      |
| 1997—2008 | Y2     | 1891—1892 |
| 2009—2020 | Z2     | 1894—1895 |

## В составе British Railways
До национализации британских железных дорог в 1848 году доработали 44 паровоза этого типа, которые на BR получили номера 992 и 1903—2019 (с пропусками) и обозначение BR 1901 class, в том числе № 992, бывший на самом деле GWR 850 Class. Только три паровоза перешли к BR с первоначальными седельными танками: два GWR 1901 class (№ 1925 и 2007), списанные в 1951 и 1949 годах, и третий — GWR 2021 Class № 2048, переделанный на вьючные танки вскоре после национализации и утилизированный в 1952 году.